# آسیابسران
اسیابسران، روستایی از توابع بخش رانکوه شهرستان املش در استان گیلان ایران است.

## جمعیت
این روستا در دهستان شبخوس‌لات قرار دارد و براساس سرشماری مرکز آمار ایران در سال ۱۳۸۵، جمعیت آن ۷۱۰ نفر (۲۰۴خانوار) بوده‌است.